# 月刊ゴルフ用品界
「月刊ゴルフ用品界」（げっかんゴルフようひんかい）は、株式会社ゴルフ用品界社が1978年から発行しているゴルフ用品専門雑誌。通称「GEW」。
- 発行日：毎号1日
- サイズ：B5判
- 発刊：1978年3月
- 発行部数：10,000部

メーカー、問屋、専門店を対象に毎号のトピックス、調査報道、用品トレンドや海外情報を幅広く網羅。単に用品動向にとどまらず、メーカーの開発背景や経営方針、流通における新しい動きなどを解説を交えながら分かりやすく報道。韓国、中国、台湾や東南アジア、欧米にも多くの読者を持つ。